# Higinio Benito Herrera
Higinio Benito Herrera (Valdecabras, enero de 1803 - ¿?) fue un compositor y maestro de capilla español.

## Vida
Higinio Benito Herrera nació en Valdecabras, una pedanía de la ciudad de Cuenca, en la provincia de Cuenca. El 4 de octubre de 1815 ingresó en el Colegio de San José de la Catedral de Cuenca como infante del coro. Allí estudiaría bajo la batuta de Manuel Hermenegildo Saiz, el maestro de capilla en funciones. Dos años después de su ingreso, los profesores de Herrera destacaban su capacidad para la repentización. En 1819 comenzó sus estudios de órgano y un año más tarde, siendo todavía infante, ya había compuesto cuatro motetes y una Salve solemne.
En 1920 accedió al acolitado, pero continuó como hasta entonces, viviendo en el colegio, dando clases y cuidando a los infantes. El cabildo conquense se mostró contento con el trabajo de Herrera en 1822, destacando lo bien que aprendían los infantes bajo su tutela, por lo que ese mismo año fue nombrado «encargado» del colegio, ya que no había rector en ese momento.
El 2 de febrero de 1822 fallecía el maestro Saiz, por lo que el cargo quedaba vacante. Las obligaciones del maestro fueron a parar a Herrera, que a partir de esa fecha fue el maestro de capilla interino, pero sin nombramiento hasta el 18 de septiembre de 1824. De la trayectoria de Herrera se ve que la Catedral de Cuenca, al igual que las demás catedrales españolas, pasaron por momentos muy difíciles durante el siglo XIX. La invasión fracesa y las desamortizaciones habían mermado considerablemente su capacidad económica. Sin embargo, en abril de 1825 Herrera, cansado de las interinidades y sustituciones, solicitó al cabildo un cargo permanente, que le fue concedido como maestro de capilla el 5 de mayo, con un sueldo de 300 ducados. Sin embargo se le añadió la condición de que fuese también el contralto de la capilla de música.
El 29 de julio de 1831 solicitaba en un memorial al cabildo que se certificase como maestro de capilla, «así como su actitud e ideas políticas», algo poco habitual. Del 29 de julio de 1831 a 1834 fue nombrado rector del colegio de San José.
En noviembre de 1834 se le declaraba como prófugo.

De Cuenca con fecha 17 [de noviembre de 1834] escriben lo siguiente: La causa de la conspiración descubierta en esta ciudad y su provincia sigue con actividad por parte del comisionado, el licenciado D. Joaquín Telesforo Clemont. En esta hay sobre 90 presos, en Alarcón unos 110, en el Campillo de Altobuey 70, y varios en otros puntos, sin los que están fugitivos; pues la facción proyectada suponen que debía ascender a 40. La lista de los que sabemos que están presos en estas cárceles ó reclamados es como sigue: [...] Particulares. -- D. Higinio Benito Herrera, maestro de capilla de la catedral, prófugo. [...]
La Revista Española (27 de noviembre de 1834)

De 1839 a 1849 se desconoce el paradero de Herrera. Miguel Martínez especula con que participase en la primera guerra carlista del lado carlista y que hubiera tenido que exiliarse hasta la llegada del gobierno de Narváez. Fernando Abaunza en su Diccionario de músicos vascos nombra a Herrera y afirma que estuvo una larga temporada en Durango, en Vizcaya, siendo maestro de Juan María Blas de Altuna (1828-1868), que posteriormente sería el organista y el director de la banda municipal de Lequeitio.
El 25 de mayo de 1849 llegó una carta de Herrara al cabildo conquense solicitando la reintegración en el magisterio. La carta fue enviada desde Bilbao, «donde reside». El cabildo lo nombró maestro y rector del colegio el 1 de junio de 1849. Sin embargo, solo permanecería cuatro años, ya que fue cesado el 31 de octubre de 1854 por varias irregularidades en el archivo de música y la gerencia del colegio. Herrera elevó un recurso al ayuntamiento clamando que se estaba realizando una injusticia, pero sin éxito. Fue sustituido en el cargo por Tomás Guerrero, que ya había ocupado el cargo durante la ausencia del maestro entre 1834 y 1849, a pesar de que este también se ausentó de 1835 a 1841 para marchar al ejército. Un informe de Guerrero confirmaba el estado lamentable en el que quedaba la capilla de música y el colegio tras el paso de Herrera.
A partir de ese momento se pierde el rastro de Higinio Benito Herrera.

## Obra
Las composiciones de Herrera eran conocidas por su carácter marcial, alegre y estrepitoso, especialmente para los órganos. Se conservan numerosas obras suyas en la Catedral de Cuenca, todas de carácter religioso. Entre ellas se cuentan: tres misas, dos cantatas, nueve gozos, tres himnos, siete lamentaciones, numerosos motetes, once responsorios, dos rosarios, siete salmos, tres salves, dos villancicos y varias otras.